# Свертушка велика

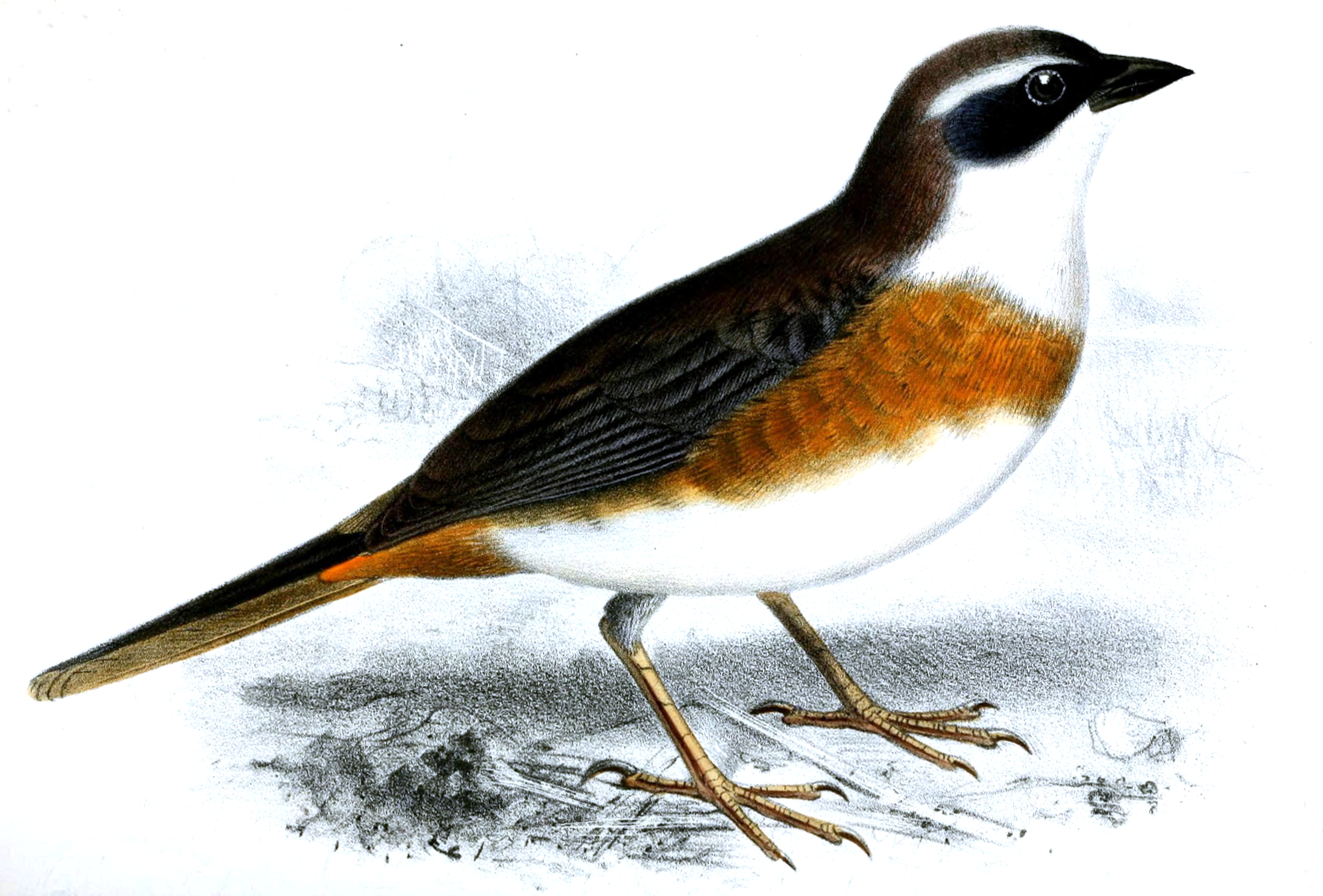
Велика свертушка

Све́ртушка велика (Poospizopsis caesar) — вид горобцеподібних птахів родини саякових (Thraupidae). Ендемік Перу.

## Поширення і екологія
Великі свертушки мешкають в регіоні Альтіплано на півдні Перу, від Апурімака до Куско. Вони живуть у високогірних чагарникових заростях Анд. Зустрічаються на висоті від 2500 до 3900 м над рівнем моря.